# Moche

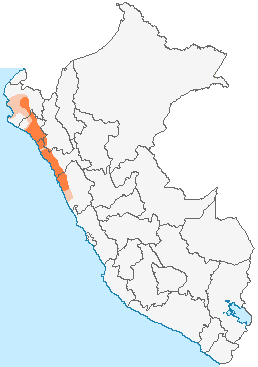
Territorio occupato dai mochica

La civiltà moche o mochica (i termini moche e mochica sono convenzionali e fanno riferimento al Rio Moche, fiume che lambisce uno dei monumenti lasciati da questa antica civiltà, l'Huaca del Sol, ed al  Muchik, antico dialetto parlato a La Libertad)  nasce e si sviluppa durante l'epoca preincaica, tra il I secolo ed il VII secolo, nella lunga e stretta striscia di terra desertica della costa settentrionale del Perù,  dove si trovano i resti dei suoi templi piramidali, i palazzi, le fortificazioni, le opere di irrigazione ed i cimiteri che testimoniano l'alto livello di sviluppo raggiunto nei campi dell'arte, della tecnica e dell'organizzazione complessa. La capitale è Moche nella provincia di Trujillo, nella regione di La Libertad.

## Il territorio
La cultura Mochica si sviluppò principalmente lungo la costa settentrionale del Perù, nelle regioni di Lambayeque e La Libertad, anche se tracce della sua influenza sono state trovate nella regione di Piura, più a nord, ed in quella più meridionale di Ancash. Si trattava di una civilizzazione fondamentalmente costiera, che si era radicata in una regione dalle caratteristiche ambientali uniche, il tratto di costa più ampio del litorale peruviano, in una zona dove le valli erano solitamente molto anguste e di scarso potenziale agricolo. L'ampiezza della costa e la fertilità delle valli hanno quindi creato i presupposti per lo sviluppo e la diffusione della civiltà Mochica.
L'origine della cultura Moche è da ricercarsi nella valle tra Moche e Chicama, nella regione di La Libertad. Questo sarebbe stato il centro nel quale si sviluppò e dal quale poi si diffuse nelle valli di Virú, Chao, Santa e Huarmey (queste due ultime località nella regione di Ancash) verso sud. In direzione nord, l'espansione comprese le valli di Jequetepeque, Zaña, Lambayeque e la valle del fiume Piura, nella regione dallo stesso nome.
Nelle regioni montuose della sierra, i moche occuparono solo parzialmente le valli, non osando avanzare oltre certi limiti, a causa della presenza di una formazione culturale chiamata Recuay, sulla quale, fino al momento presente, non sono stati raccolti molti dati, ma che evidentemente riuscì a frenare l'avanzata dei Moche, sebbene le tracce ritrovate dimostrino l'esistenza di una profonda relazione ed interazione tra le due culture.

## Cronologia
Sebbene non sia stato ancora definito il periodo esatto al quale far risalire questa cultura, i ricercatori collocano le sue origini tra l'anno 100 a.C. e l'anno 0 e gli attribuiscono una durata di oltre 7 secoli, stabilendo il periodo della sua decadenza intorno al 700 d.C. I predecessori di questa cultura sono stati individuati in due civiltà locali che si erano sviluppate durante l'horizonte Chavín: quella di Salinar e la Virú.
La cultura Moche è stata divisa in cinque fasi dall'archeologo peruviano Rafael Larco Hoyle, che realizzò una sequenza cronologica, basata sullo studio di una grande collezione di ceramiche. Nonostante questa sequenza sia attualmente piuttosto discussa, continua ad essere il principale ordinamento cronologico dello sviluppo di questa cultura ed il maggiore punto di riferimento per i ricercatori.
Le tre prime fasi, che potrebbero corrispondere al primo periodo Moche, ci presentano una cultura composta da una serie di gruppi indipendenti che abitavano ciascuna valle. Durante la terza fase si suppone che i Moche avessero raggiunto l'unità politica ed avessero dato inizio al processo di espansione, a partire dalle valli del Moche e di Chicama verso il sud. La quarta fase vede questa cultura raggiungere quello che viene definito il suo apogeo, non solo per aver raggiunto il livello massimo di espansione, ma anche per i traguardi culturali raggiunti. La quinta fase corrisponde alla decadenza di questa cultura. Durante questa fase la capitale fu spostata nella valle di Lambayeque, a Pampa Grande, dove la sua caduta subì una prepotente accelerazione a dovuta all'insorgere del fenomeno culturale dei Huari, oltre che ad una serie di catastrofi naturali provocate da un fenomeno straordinariamente intenso di El Niño, che inflisse gravissimi e permanenti danni al territorio ed all'agricoltura, che era la risorsa primaria dei Moche.

## L'arte

### Le ceramiche

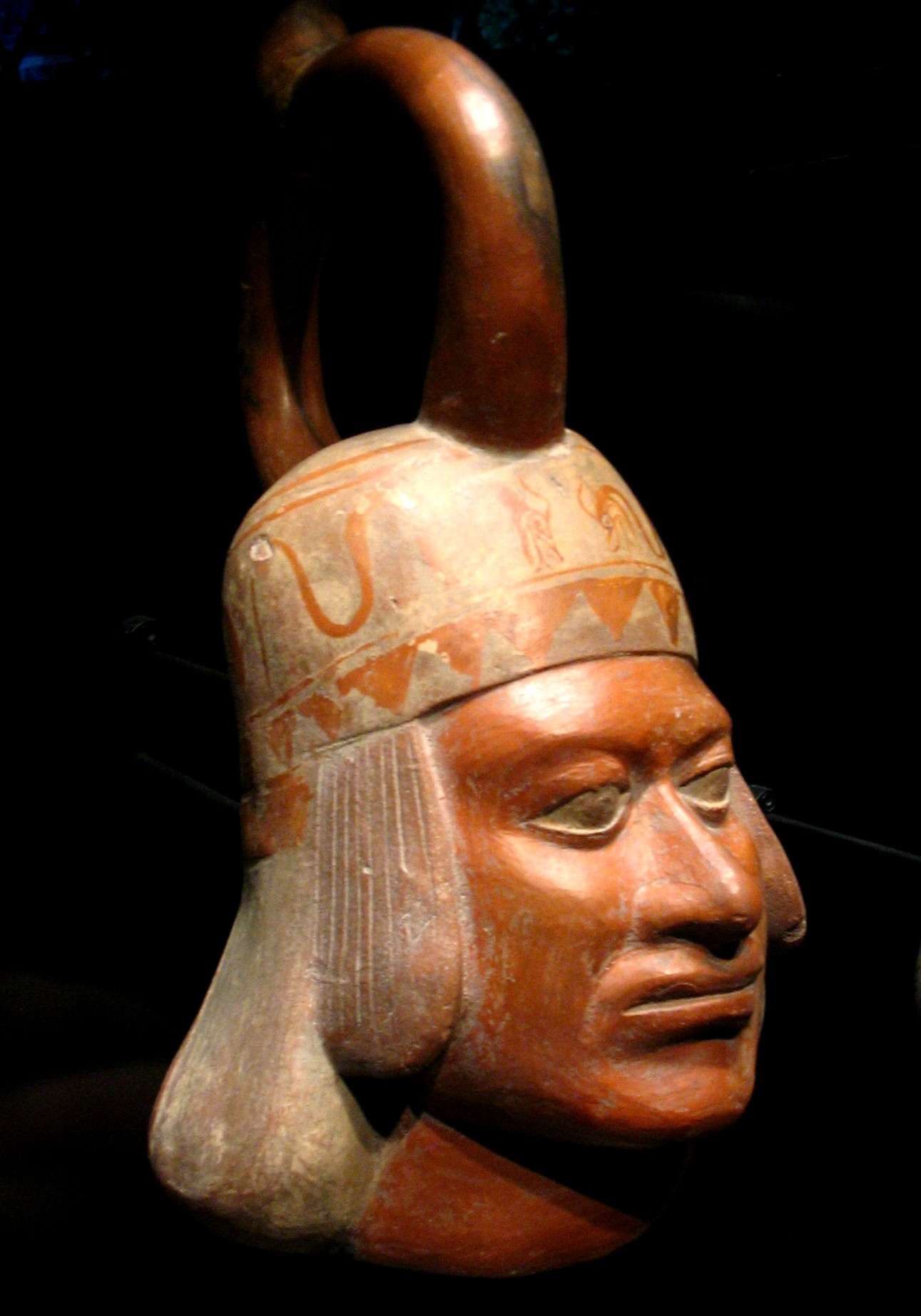
Ceramica Moche

La ceramica Mochica era principalmente di colore rosso, o eccezionalmente, arancio e, in alcuni casi, nero fumo.
La maggior parte dei reperti, gli huacos, sono statuette che rappresentano vari personaggi, tazze,  bottiglie, vasellame ed i più caratteristici, i cancheros, piccole anfore con manici ad angolo, ed i calluhas.
I temi rappresentati sono scene di vita reale: caccia, pesca e scene di combattimento. In numero minore si trovano rappresentate anche figure simboliche immaginarie e antropomorfe, esseri demoniaci, così come diversi aspetti della vita sia secolare che religiosa, soprattutto di sacrifici di prigionieri.
Per esempio, il Signore di Sipán era un guerriero, ma le rappresentazioni su ceramica ci svelano che partecipava ai sacrifici umani. Con il tempo, le ceramiche cambiarono forma, identificando così, progressivamente, le cinque fasi dei Moche.
Le ceramiche di questa cultura sono esposte in diversi musei peruviani, ma la raccolta più significativa si trova presso il Museo Tumbas Reales di Sipán.
Il Museo Tumbas Reales si trova a Lambayeque.
In seguito al ritrovamento di segni di scarnificazione sulle ossa di alcuni dei prigionieri sacrificati si era pensato che praticassero anche cannibalismo. Ad una più attenta analisi dei reperti, notando l'accuratezza delle incisioni soprattutto attorno alle articolazioni (che invece andrebbero tranciate a scopo alimentare), si ipotizza invece che almeno alcuni di questi rituali prevedessero la scarnificazione dei sacrificati.
In tutti i rituali invece, il sangue aveva un ruolo fondamentale, confermato anche dall'uso di somministrare ai prigionieri sostanze psicoattive e anticoagulanti.
Frequente è la rappresentazione nel vasellame dell'offerta del sangue del sacrificato raccolto in una coppa al Signore di Sipán, addobbato con ricche vesti e impersonato dal signore-gran sacerdote.
Anche la scarnificazione rituale è occasionalmente riportata sul vasellame, ma la contemporanea presenza di altri soggetti fantasiosi come danze fra scheletri o esseri antropomorfi ha fatto inizialmente ipotizzare che anch'essa fosse da considerare tra i soggetti di fantasia.
Una quantità residuale (1% del totale ritrovato) delle ceramiche riportano soggetti erotici, alcuni molto elaborati
.

### Le Tombe
Nel corso degli ultimi anni, sono state ritrovate importanti sepolture multiple dove il defunto, normalmente un personaggio importante, era sepolto assieme a una serie di “accompagnatori” sacrificati al momento della sua morte. Si tratta soprattutto di guardiani e inservienti che dovevano proteggere e aiutare il signore dopo la sua morte. Generalmente, in questi tipi di tombe le persone sacrificate erano deposte attorno al sarcofago di canne che accoglieva il corpo del signore. A volte si preferiva deporre solo parti di un corpo (la testa o le mani): questa usanza fu una innovazione dei Moche e tramandata poi ai Chimù, altro popolo che abitava nella costa nord.

### L'architettura
I Mochica costruirono monumentali piramidi di adobe nella regione di Cerro Purgatorio e di Cerro Blanco. I templi più conosciuti sono le piramidi terrazzate come la Huaca del Sol e la Huaca de la Luna, e le opere idrauliche come l'acquedotto di Ascope.